# Paul Craig
Paul Craig, född 27 november 1987 i Airdrie, Skottland, är en brittisk MMA-utövare, före detta lätt tungviktsmästare i organisationerna Fightstar och BAMMA, som sedan 2013 tävlar i organisationen Ultimate Fighting Championship.